# トゥルル (駆逐艦)
トゥルル (SMS Turul) はオーストリア＝ハンガリー帝国海軍の駆逐艦。フサール級。艦名は神話上の鳥の名前である。

## 艦歴
1907年7月27日起工。1908年8月9日進水。同年12月31日竣工。

### 第一次世界大戦
1914年12月20日、プーラへ侵入を図ったフランス潜水艦「Curie」撃沈に関与。
1915年7月10日、ドイツ潜水艦「UC15」をコトル湾からオトラント海峡まで曳航。
7月16日、「トゥルル」はモンテネグロの沿岸陣地を砲撃。
8月11日に、駆逐艦「トゥルル」と「フサール」はイタリアのGargano付近を砲撃した。または「トゥルル」と駆逐艦「パンドゥール」、「Warasdiner」はモルフェッタを攻撃。
12月5日、巡洋艦「ノファラ」と駆逐艦「トゥルル」、「フサール」、「Pandur」、「Warasdiner」、水雷艇3隻（または「ノファラ」、「トゥルル」、「フサール」、「Warasdiner」と水雷艇「61T」、「66F」、「67F」）はSan Giovanni di Meduaを攻撃した。
1916年6月13日、「トゥルル」はポーラからコトル湾へ向かう途中、Cape Planka付近（Cape Ploče沖）で座礁。6月18日にポーラへ曳航され、修理を受けた。修理は7月31日に完了した。
敵を潜水艦が待ち構える場所へ誘い出すべく、8月29日に装甲巡洋艦「ザンクト・ゲオルク」、「カイザー・カール6世」、駆逐艦「ヴィルトファング」、「トゥルル」、「Warasdiner」などからなるグループと巡洋艦「ノファラ」、「ヘルゴラント」などからなるグループがイタリア沿岸を攻撃しようとしたが、濃霧のため攻撃を実施できずに終わった。
9月26から27日、「トゥルル」と駆逐艦「ヴィルトファング」、「Warasdiner」、「フサール」はヴァローナ・ブリンディジ間の敵海上交通を妨害すべく出撃したが敵を見なかった。
1917年9月29日夜、フェラーラの飛行場空襲参加機の援護を行った後、帰投中であった駆逐艦「トゥルル」「シュトライター」、「ヴェレビト」、「フサール」はイタリアの「スパルヴィエロ」と駆逐艦「Abba」、「Orsini」、「Acerbi」、「Stocco」、「アウダーチェ」、「Ardente」、「Ardito」に捕捉され交戦した。オーストリア＝ハンガリー側は「Velebit」と「フサール」が被弾し、「トゥルル」も軽微な被害を受けた。イタリア側は「スパルヴィエロ」と「Orsini」が被弾している。
12月19日、Cortellazzo砲撃を行う戦艦「Árpád」、「ブダペスト」を巡洋艦「アドミラル・シュパウン」などとともに護衛。
1918年5月、「トゥルル」と駆逐艦「フサール」、「レカ」、「パンドゥール」はコマンド部隊を上陸させてMutignano・シルヴィ間の鉄道橋を破壊する作戦に従事。5月9日に「フサール」から部隊が上陸したが、敵の攻撃を受けて撤退した。
戦後は1920年にイタリアに引き渡され、解体された。

## 要目（1913年以降）
- 長さ：68.38m
- 幅：6.25m
- 満載排水量：414トン
- 速力：28.4ノット
- 兵装：45口径7cm砲1、30口径7cm砲5、45cm魚雷発射管2

出典